# Догураші
Догураші (груз. დოღურაში) — село в Грузії.
За даними перепису населення 2014 року в селі проживає 13 осіб.